# Svenska mästerskapen i jujutsu 1987
Svenska mästerskapen i ju-jutsu 1987 avgjordes i Umeå i november 1987.
Arrangerande förening var Umeå Budoklubb.
| Placering | Namn                                 | Klubb                   |
| --------- | ------------------------------------ | ----------------------- |
| Guld      | Annika Lindau                        | Täby JJK                |
| Silver    | Cecilia Blacker                      | Täby JJK                |
| Brons     | Kerstin Olsson / Katarina Henriksson | Järfälla BK / Kiruna BK |

| Placering | Namn                               | Klubb                   |
| --------- | ---------------------------------- | ----------------------- |
| Guld      | Martin Sjöberg                     | Nacka JJK               |
| Silver    | Jan Gunillasson                    | Umeå BK                 |
| Brons     | Benny Salomonsson / Per-Åke Olsson | Växjö JJK / Järfälla BK |

| Placering | Namn                        | Klubb                     |
| --------- | --------------------------- | ------------------------- |
| Guld      | Ulf Bäckström               | Mifuné, Örebro            |
| Silver    | Christer Öqvist             | Umeå BK                   |
| Brons     | Ingemar Sköld / Mattias Elg | Nacka JJK / Sandviken JJK |

| Placering | Namn                            | Klubb                      |
| --------- | ------------------------------- | -------------------------- |
| Guld      | Lennart Collán                  | Järfälla BK                |
| Silver    | Magnus Lindroth                 | Sandviken JJK              |
| Brons     | Lars Pettersson / Per Magnusson | Borlänge JJK / Järfälla BK |